# Austro Engine
Austro Engine ist ein österreichischer Flugmotorenhersteller. Der Firmensitz ist in der niederösterreichischen Stadt Wiener Neustadt.

## Geschichte
Am 22. Oktober 2007 wurde der Grundstein für das von Diamond Aircraft und einer Verwaltungsgesellschaft gegründete Flugzeugmotorenwerk gelegt. Das Unternehmen hat 13 Millionen Euro in die Produktionsstätte investiert, um Hubkolbenmotoren und Drehkolbenmotoren zu erzeugen. Austro Engine wurde gegründet, als nach der Insolvenz von Thielert (dem Vorreiter in Sachen Diesel-Flugmotoren) die weitere Verfügbarkeit der Triebwerke ungeklärt war. Austro Engine hat sich mittlerweile zu einem österreichischen Schlüsselunternehmen im Motorenbereich entwickelt. Es gelang Austro Engine 2009, einen Dieselmotor zu entwickeln, der sowohl von EASA als auch FAA zugelassen wurde, und damit den Marktführer Lycoming anzugreifen.

## Produkte

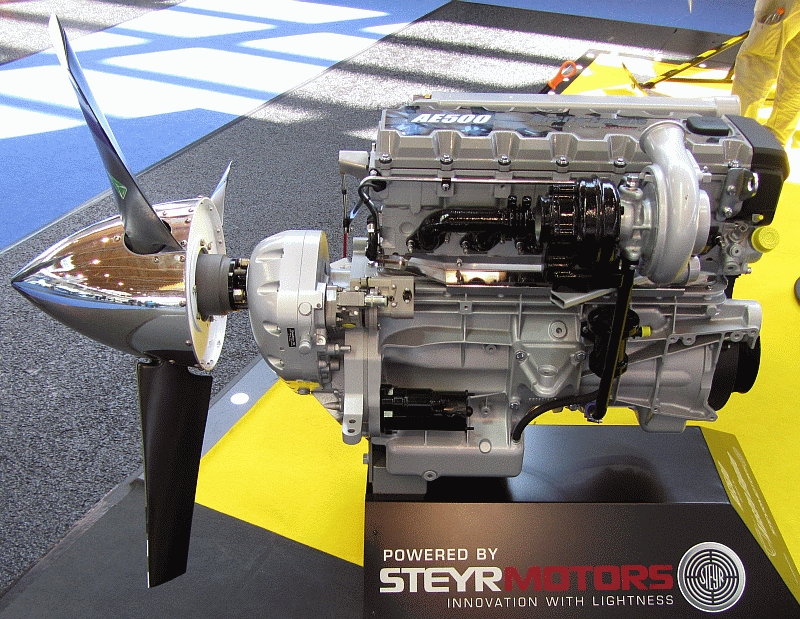
Der Monoblockmotor AE 500

AE300 (auch Austro Engine E4)
Ein Vierzylinder-Hubkolbendieselmotor mit Common-Rail-Hochdruckdirekteinspritzung und Turboaufladung mit einem Hubraum von 1991 cm³ für den Betrieb mit Jet A1-Kraftstoff. Der Betrieb mit Dieselkraftstoff ist möglich. Die Dauerleistung wird mit 123,5 kW angegeben. Die Zulassung durch die Europäische Agentur für Flugsicherheit (EASA) erfolgte am 28. Januar 2009. Die Zulassung durch die US-amerikanische Luftfahrtbehörde FAA erfolgte am 29. Juli 2009. Der AE300 wird in verschiedenen Flugzeugen der Diamond Aircraft Industries eingebaut.
AE50R
Ein Wankelmotor mit 294 cm³ Kammervolumen, einer Leistung von 40 kW (55 PS) und einem Gewicht von 27,8 kg. Der AE50R findet unter anderem Verwendung in den Schleicher-Segelflugzeugen ASH 26, ASW 22, ASK 21, ASH 30, ASH 31, ASG 32 und im Camcopter S-100.
AE75R
Eine Weiterentwicklung des AE50R in der Entwicklungsphase.
AE500
Auf der Basis des Monoblockmotors des österreichischen Unternehmens Steyr Motors wird seit 2011 der AE500 entwickelt. Zum Einsatz kommen soll der 6-Zylinder mit 206 kW (280 PS) unter anderem bei der Diamond DA50.
AE80R
Ein Wankelmotor mit 27 kg Gewicht und einer Leistung von 80 PS (58 kW) als Antrieb für unbemannte Luftfahrzeuge. 2013 wurde ein Testlauf berichtet, 2022 war der Motor noch nicht in der Produktliste enthalten.